# Afrodacarellus novembus
Afrodacarellus novembus är en spindeldjursart som beskrevs av Hurlbutt 1974. Afrodacarellus novembus ingår i släktet Afrodacarellus och familjen Rhodacaridae. Inga underarter finns listade i Catalogue of Life.